# 皮埃尔吕
皮埃尔吕（法語：Pierrerue，法語發音：[pjɛʁ.ʁy]）是法国上普罗旺斯阿尔卑斯省的一个市镇，属于福卡尔基耶区。

## 地理
皮埃尔吕（43°57'22"N, 5°49'58"E）面积10.86 平方千米，位于法国普罗旺斯-阿尔卑斯-蓝色海岸大区上普罗旺斯阿尔卑斯省，该省份为法国东南部内陆省份，北起上阿尔卑斯省，西接沃克吕兹省，西北接德龙省，南至瓦尔省，东临滨海阿尔卑斯省，东北部与意大利接壤。
与皮埃尔吕接壤的市镇（或旧市镇、城区）包括：福卡尔基耶、吕尔、尼奥泽勒、锡贡斯。

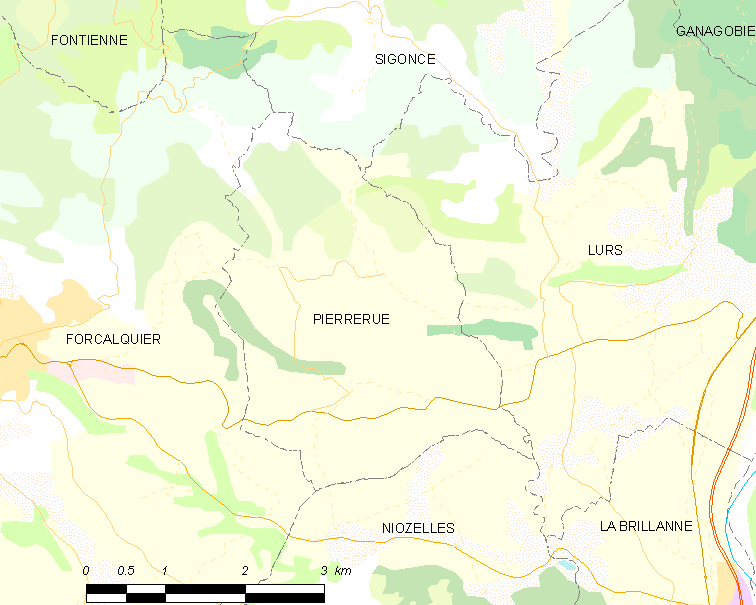
皮埃尔吕的OSM定位图

皮埃尔吕的时区为UTC+01:00、UTC+02:00（夏令时）。

## 行政
皮埃尔吕的邮政编码为04300，INSEE市镇编码为04151。

## 政治
皮埃尔吕所属的省级选区为福卡尔基耶县。

## 人口

1962-2008年间皮埃尔吕人口变化图示

皮埃尔吕于2022年1月1日时的人口数量为530人。